# Monte Cristo sándwich

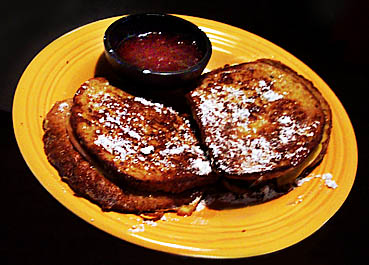
Sándwich Monte Cristo.

El Monte Cristo sándwich (también como sándwich Monte Cristo) es un sándwich que consiste en jamón, carne de pavo y queso suizo (Emmental o Gruyer) entre dos rebanadas de pan, remojadas en huevo-batido  y puesto a la parrilla o frito. El sándwich se sirve a menudo con frutas frescas o con jarabe de arce en uno de sus lados. Otras veces se pone con fruta secas, azúcar en polvo, o salsa de mostaza dulce, y también se puede acompañar de mermelada de frambuesa caliente.
Versiones más antiguas y tradicionales de esta receta son la "mozzarella in carrozza" italiana, el "croque-monsieur" francés y el "emparedado" de algunas regiones de España e Hispanoamérica.

## Origen
El sándwich de Monte Cristo aparece en la cocina estadounidense como un derivado del  croque-monsieur de la cocina francesa. Es precisamente en Estados Unidos donde varios restaurantes de Los Ángeles que se disputan la invención del primer sándwich Monte Cristo, incluyendo el Brown Derby, alegando que ya aparecía en los menús de sus locales desde ya los años 1940s.